# Forragicultura
A Forragicultura é a ciência que estuda as plantas utilizadas como forragem animal e a interação delas com os animais, controle de solo e meio ambiente.